# جانين ليفريج
جانين ليفريج (بالفرنسية: Jeanine Lieffrig)‏ مواليد 12 أبريل 1938، هي لاعبة كرة مضرب فرنسية سابقة وكانت تلعب باليد اليمنى.

## النهائيات

### الزوجي: 2 (الألقاب 0 – الوصافة 2)
| النتيجة | السنة | البطولة          | الأرضية | الشريك       | المنافس في النهائي                  | النتيجة  |
| الوصافة | 1965  | البطولة الفرنسية | ترابية  | فرانسواز دور | مارغريت سميث كورت ليزلي تيرنر باوري | 3–6, 1–6 |
| الوصافة | 1965  | ويمبلدون         | عشبية   | فرانسواز دور | ماريا بوينو بيلي جين كينغ           | 2–6, 5–7 |

## روابط خارجية
- جانين ليفريج على موقع رابطة محترفات التنس (الإنجليزية)
- جانين ليفريج على موقع الاتحاد الدولي لكرة المضرب (الإنجليزية)
- جانين ليفريج على موقع كأس بيلي جين كينغ (الإنجليزية)
- جانين ليفريج على موقع خلاصة التنس.كوم (الإنجليزية)